# Brandenburgisch-Preußische Kunstkammer

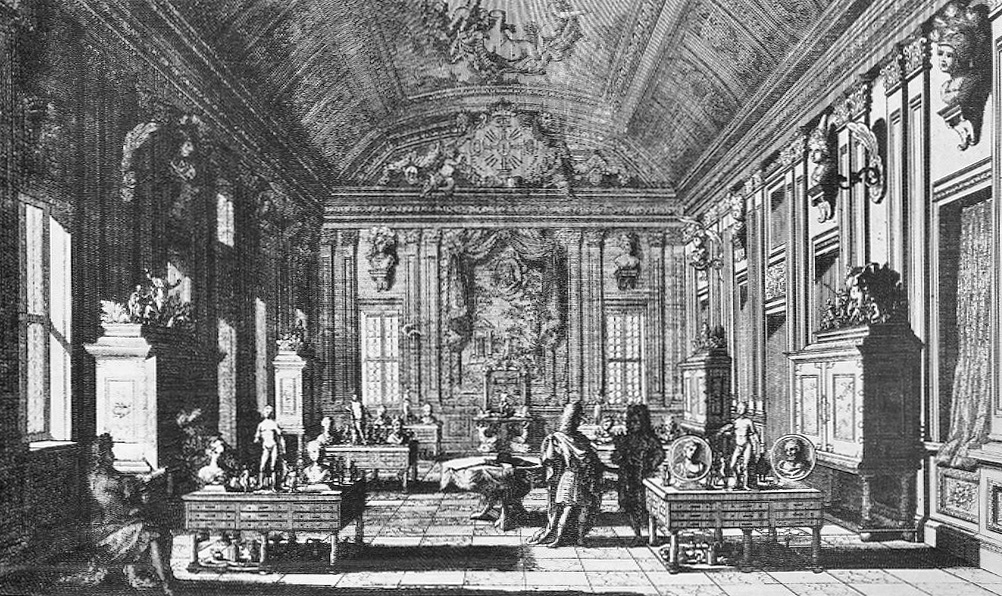
Das Münz- und Antikenkabinett im Berliner Stadtschloss (1696)

Die Brandenburgisch-Preußische Kunstkammer in Berlin zählte zu den wohl bekanntesten Kunstkammern der Frühen Neuzeit. „Kunstkammern“ (auch Wunderkammern) wurden in vielen Herrschaftsbereichen von den Landesherren eingerichtet. Die Berliner Sammlung geht auf Kurfürst Joachim II. zurück (reg. 1535 bis 1571). Aus den zwei ältesten erhaltenen Inventaren von 1603 und 1605 ist zu entnehmen, dass sie Gegenstände aus allen Bereichen der Natur, der menschlichen Kunstprodukte wie der wissenschaftlichen Geräte, also Naturalia, Artificialia und Scientifica, aufbewahrte. 
Im Dreißigjährigen Krieg wurde der Bestand fast gänzlich vernichtet. Von Kurfürst Friedrich Wilhelm wieder neu aufgebaut, fand die Kunstkammer unter Friedrich I. ihren Standort im neu ausgebauten Stadtschloss. Im 19. Jahrhundert wurden die Objekte der Kunstkammer auf die verschiedenen Königlichen Museen und die Friedrich-Wilhelms-Universität zu Berlin aufgeteilt.
Der einstige Standort der Kunstkammer im Berliner Stadtschloss war einer der Gründe für die Entscheidung, im Humboldt Forum, dem wiederaufgebauten Stadtschloss, Sammlungen verschiedener Berliner Museen zu präsentieren.